# تناجر أخضر الرأس
تناجر أخضر الرأس (الاسم العلمي: Tangara seledon)، هو نوع من الطيور يتبع فصيلة التناجر ضمن رتبة العصفوريات.